# Zipflo Weinrich
Alois „Zipflo“ Weinrich (* 16. Juni 1964 in Wien; † 23. September 2018) war ein österreichischer Fußballspieler und einer der einflussreichsten  Jazz-Violinisten seiner Generation. Zudem Komiker und Schauspieler.

## Leben
Weinrich, der Mitglied einer Sintifamilie war, begann mit acht Jahren mit dem Geigenspiel. Etwas später erlernte er auch den Kontrabass. Ausgebildet vom Großvater trat er zunächst zusammen mit seinem Vater Joschi Weinrich und weiteren Familienmitgliedern auf und gab im Alter von 15 Jahren im Wiener Jazzland ein erstes Konzert. Doch entschied er sich zunächst für eine Fußballerkarriere und kam als 14-Jähriger über den SV Aspern, bei dem er als Elfjähriger begann auf Vereinsebene zu spielen, in den Nachwuchs des FK Austria Wien. Zusammen mit seinem Freund Toni Polster galt er zu dieser Zeit als das gefährlichste Stürmerpaar der Nachwuchsliga. 1980 gewann er mit einer Nachwuchsmannschaft der Austria den Jugendstaatsmeistertitel.
Nachdem er bei der Austria lediglich in Freundschafts- und Testspielen in der Profimannschaft eingesetzt worden war (davon ein Spiel in der Saison 1981/82 und elf Spiele, sowie drei Tore in der Spielzeit 1982/83), wechselte er im Sommer 1983 zum Ligakonkurrenten SC Neusiedl am See. Für diesen absolvierte er 13 Partien in der Bundesliga und erzielte dabei einen Treffer. Nach einer schweren Verletzung beendete er im Winter 1983/84 seine Sportlerlaufbahn. Bis dahin hatte er mit Neusiedl alle Meisterschaftsspiele verloren; am Saisonende konnte der Klub lediglich einen Sieg und zwei Unentschieden in 30 Ligapartien verzeichnen. Danach war er nur mehr auf Amateurebene aktiv; dabei unter anderem für die zweite Mannschaft des SC Neusiedl oder den Badener AC. Weiters war er ab 1979 Mitglied des österreichischen Junioren-Fußballnationalteams, mit dem er unter anderem an der Qualifikation zur U-21-Europameisterschaft 1980 teilnahm und die U-21-Europameisterschaft 1984 bestritt.
In weiterer Folge konzentrierte er sich auf das Musizieren und arbeitete zunächst mit österreichischen Musikern wie Karl Ratzer, Fritz Pauer, Karl Hodina und Richard Oesterreicher. Auch spielte er in Peter Ily Huemers Film Dead Flowers. Zunehmend trat er auch international mit Barney Kessel, Attila Zoller, Oliver Jackson, Toots Thielemans, Red Mitchell, Philip Catherine, Hannes Beckmann und Stochelo Rosenberg auf. Für einige Jahre verlegte er sich aufs komische Fach: Ab 2004 spielte er bei dem Heurigenkabarett Die 3 Stehaufmandeln mit und spielte dort auch Kontrabass, danach gemeinsam mit Harry Steiner als Komikerduo Die Extrabladen. Dann wandte er sich wieder dem Jazz zu und arbeitete unter anderem mit Harri Stojka zusammen. Auch spielte er im Quartett mit Pianist Fritz Pauer, Schlagzeuger Mario Gonzi und Bassist Paulo Cardoso.
Weinrich ging musikalisch zwar vom Sinti-Swing aus, durchsetzt diesen aber mit zahlreichen Elementen des Modern Jazz. Auch baute er seine Kompositionen sehr individuell auf.
2001 wurde Weinrich als „Künstler des Jahres“ von der Stadt Wien gewürdigt. Er lebte mit seiner Frau und Kindern nahe Wien; sein Sohn, der Gitarrist Buku Weinrich, spielte 16 Jahre mit ihm.
Am 23. September 2018 starb Weinrich nach schwerer Krankheit im Alter von 54 Jahren. Er wurde in Korneuburg bestattet.

## Diskographische Hinweise
- Zipflo Weinrich Quartett (1986–1988; enthält die LPs Miri Menschengi und For You, letztere mit Karl Ratzer)
- Black and White (1993, mit Wolfgang Lackerschmid, Christian Salfellner u. a.)
- Zipflo Weinrich Group: Pink Violin, 2012
- Zipflo Weinrich: Zipflo Weinrich In Los Angeles, 2013